# Fausto Daolio
Fausto Daolio (Guastalla, 5 febbraio 1947) è un ex calciatore italiano, di ruolo mediano.

## Carriera
Ha disputato due incontri della Serie A 1965-1966 con la maglia del Milan, esordendo in massima serie il 16 maggio 1965 in occasione della sconfitta interna col L.R. Vicenza.
Ha quindi proseguito la sua carriera fra Serie B e Serie C, totalizzando 114 presenze e 4 reti nelle file di Verona (con cui ha conquistato la promozione in Serie A nella stagione 1967-1968, Parma e Pescara; in particolare, durante la sua militanza parmense fu soprannominato Toscanini per la sua abilità nel dirigere la squadra dal campo.

## Palmarès
- Campionato italiano Serie C: 1

Parma: 1972-1973 (girone A)